# Rio Crişul Negru
O Rio Crişul Negru é um rio da Romênia, afluente do Körös (Criş), localizado nos distritos de Bihor, Arad e Békés.

## Afluentes
Esquerda: Crişul Poienii, Pascu, Cusuiuş, Hinchiriş, Mierag, Arjochi, Tărcăiţa, Finiş, Căldăreşti, Şerpoasa, Valea Mare, Arman, Cereşeg, Valea Seacă, Valea Pinilor, Crişul Mic, Rătăşel, Răchest, Teuz, Zerind
Direita: Crişul Băiţei, Sighiştel, Valea Neagră, Crăiasa, Crişul Pietros, Talpe, Mizieş, Valea Nimăieştilor, Ioaniş, Roşia, Prisaca, Săliştea, Holod, Pusta, Trif, Săraz, Valea Nouă, Rio Criş Collector Canal